# Curro Jiménez (videojuego)
Curro Jiménez es un videojuego de disparos realizado por el equipo de desarrollo Arcadia, publicado bajo el sello de la compañía Zigurat en España en el año 1989.

## Objetivo
Inspirado en la serie televisiva homónima, Curro Jiménez, el bandolero protagonista, debe enfrentarse a las tropas francesas que ocupan España. El personaje se desplaza a pie o a caballo en las primeras fases, acabando con soldados franceses al tiempo que se hace con cartuchos de dinamita, dado que el objetivo final del juego es bombardear un campamento francés desde el aire, empleando un globo y la dinamita previamente recolectada.